# Stadtwerke Schwerin
Die Stadtwerke Schwerin GmbH (SWS) wurde im Jahre 1991 gegründet und ist ein in Schwerin ansässiges kommunales Unternehmen. Eigentümerin ist die Stadt Schwerin. Hauptaufgabe der Stadtwerke ist die Versorgung der Stadt mit Strom, Erdgas, Wärme und Wasser. Zum Konzern gehören aber auch zum Teil anteilig die Nahverkehr Schwerin GmbH (NVS), die Ostseeland Verkehr GmbH (OLA), die Freizeit-, Infrastruktur- und Tourismus Service Schwerin GmbH (FIT), WEMACOM (Telekommunikation GmbH) u. a.

## Geschichte

Altes E-Werk, 1904

Mit der Gründung der Stadtwerke im Jahre 1991 knüpfte Schwerin wieder an die Tradition kommunaler Daseinsvorsorge an. Die nach der Wende erstmals wieder frei gewählte Stadtverordnetenversammlung war sich einig, dass die Versorgung der Stadt mit Strom, Gas, Wärme und Wasser durch ein kommunales Unternehmen erfolgen sollte.
Die Geschichte der Versorgungswirtschaft Schwerins reicht jedoch schon zurück in das 19. Jahrhundert, als am 1. März 1855 das erste Gaswerk in der Stadt seinen Betrieb aufnahm. Im Jahre 1919 ging die Gasanstalt in städtisches Eigentum über und war bis 1980 in Betrieb. Es war damit eines der letzten „Inselgaswerke“ in der DDR. Auf dem Gelände des ehemaligen Gaswerkes wurde im Juli 1981 eine vollautomatische Ferngasübernahmestation eingerichtet, die für die Stabilisierung der Gasversorgung im Stadtzentrum nötig war.
Ein weiterer Meilenstein in der kommunalen Versorgungswirtschaft war die Errichtung des ersten Wasserwerkes, das am 8. Juni 1890 seinen Betrieb aufnahm. Bis 1954 war es das einzige Wasserwerk, das die Stadt mit Trinkwasser versorgte. Es folgte in jenem Jahr das Wasserwerk in Gosewinkel am Medeweger See und im Jahre 1979 das dritte Wasserwerk in Pinnow. Seit 1999 wird Schwerin nur noch von zwei Wasserwerken versorgt, von dem neu errichteten Wasserwerk Mühlenscharrn und dem Wasserwerk in Pinnow.
Im Jahre 1904 erhielt die Stadt Schwerin auch endlich ihr erstes Elektrizitätswerk. Die Kapazität des Werkes musste wegen steigender Nachfrage ständig erweitert werden. Nach dem Ersten Weltkrieg kam es zu besonders umfangreichen Modernisierungsmaßnahmen, die der Stadt eine weitere Neuerung brachten: die erste Fernwärmeheizung. Doch trotz aller Modernisierungen war das alte E-Werk spätestens nach dem Zweiten Weltkrieg für die sich ständig vergrößernde Stadt zu klein geworden und so wurde es endgültig 1972 stillgelegt. Heute wird Schwerin von zwei modernen Heizkraftwerken mit Strom und Wärme versorgt.

## Produkte

### Strom
Die Stadtwerke versorgen 123.031 Kunden sowohl in der Stadt Schwerin als auch überregional mit Strom. Dabei verfügen sie über 4 Umspannwerke, 351 Trafostationen und ein Stromnetz mit einer Länge von 1.271 Kilometern. Wichtiges Anliegen der Stadtwerke ist es, Strom aus erneuerbaren Energien zu gewinnen. Deshalb wurde im Sommer 2007 in Schwerin-Süd eine neue Biogasanlage in Betrieb genommen. Jedes Jahr sollen hier künftig 51.000 Tonnen nachwachsende Rohstoffe (vor allem Maissilage und Roggenschrot) in Strom und Wärme umgewandelt werden.

### Erdgas

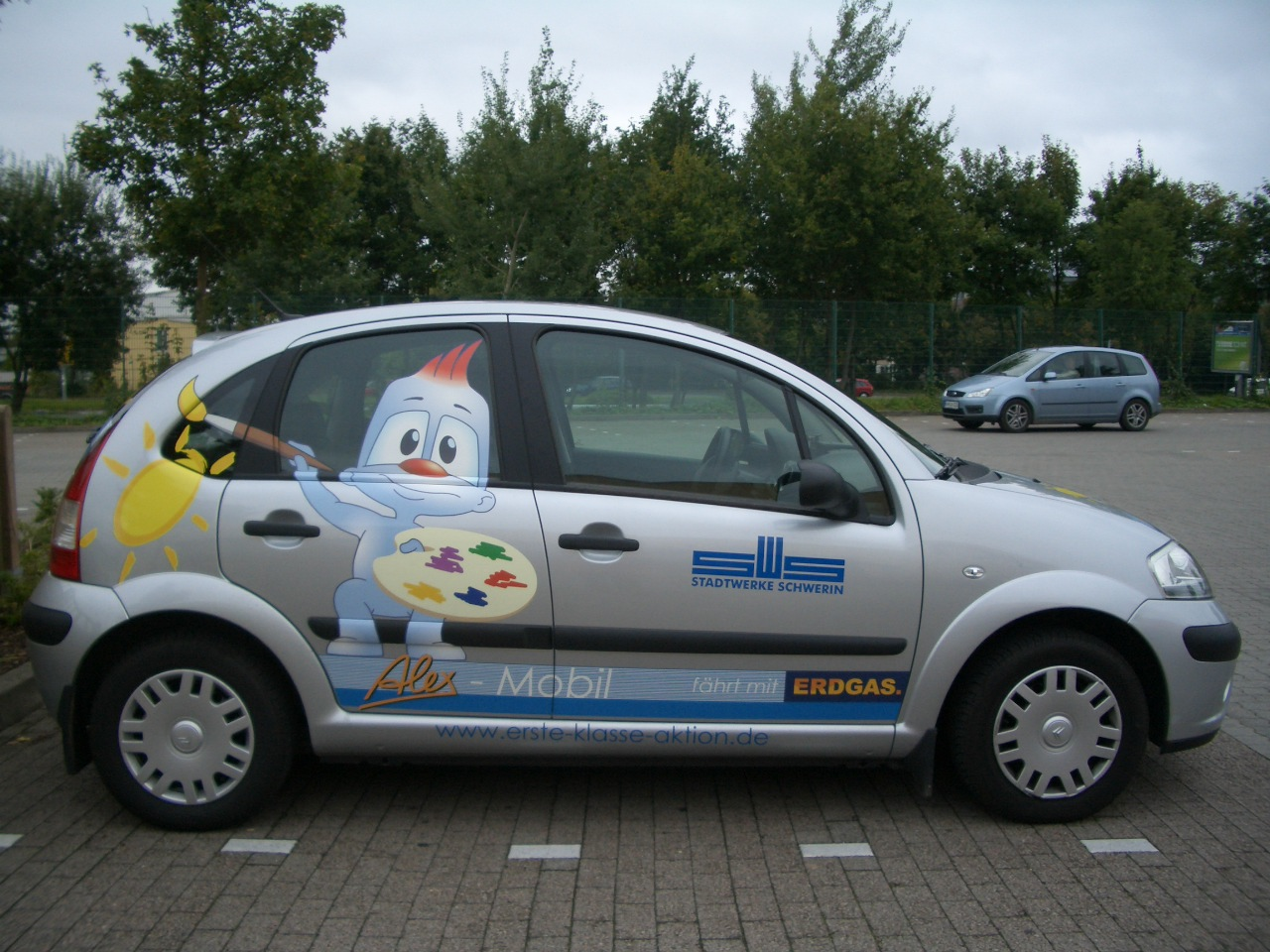
Alexmobil (erdgasbetrieben) während der 1. Klasse-Malaktion 2007

Das Gasnetz der Stadtwerke hat eine Länge von 424 Kilometern und versorgt 14.779 Kunden. An den beiden Erdgastankstellen werden u. a. auch die Fahrzeuge, die zum Fuhrpark der Stadtwerke gehören, betankt, denn das Unternehmen hat seine 19 PKW und 6 Transporter seit einigen Jahren auf Erdgas umgestellt.

### Wärme
In den zwei Heizkraftwerken in den Stadtteilen Lankow und Wüstmark, die nach dem Kraft-Wärme-Kopplungsprinzip arbeiten, und den vier Heizwerken erzeugen die SWS Fernwärme, die über eine 176 Kilometer lange Trasse verteilt wird und zur Heizung und Bereitung von Warmwasser genutzt wird. Versorgt werden hier 3.016 Kunden.
- siehe auch: Heizkraftwerk Schwerin-Süd sowie Heizkraftwerk Schwerin-Lankow

### Wasser und Abwasser
Zwei Wasserwerke mit insgesamt 13 Brunnen versorgen 13.775 Kunden in der Landeshauptstadt Schwerin mit Trinkwasser, das vor allem aus Grundwasser gewonnen und über ein Rohrleitungsnetz mit einer Länge von 518 Kilometern in die Haushalte geleitet wird.
Das Abwasser Schwerins wird in der Kläranlage in Schwerin-Süd biologisch behandelt. Deshalb wurden 1998 zwei Faultürme errichtet, die es ermöglichen, den bei der Abwasserbehandlung anfallenden Schlamm zu zersetzen und die dabei entstehenden Gase für Strom und Wärme zu nutzen.

## Der Unternehmensverbund der SWS

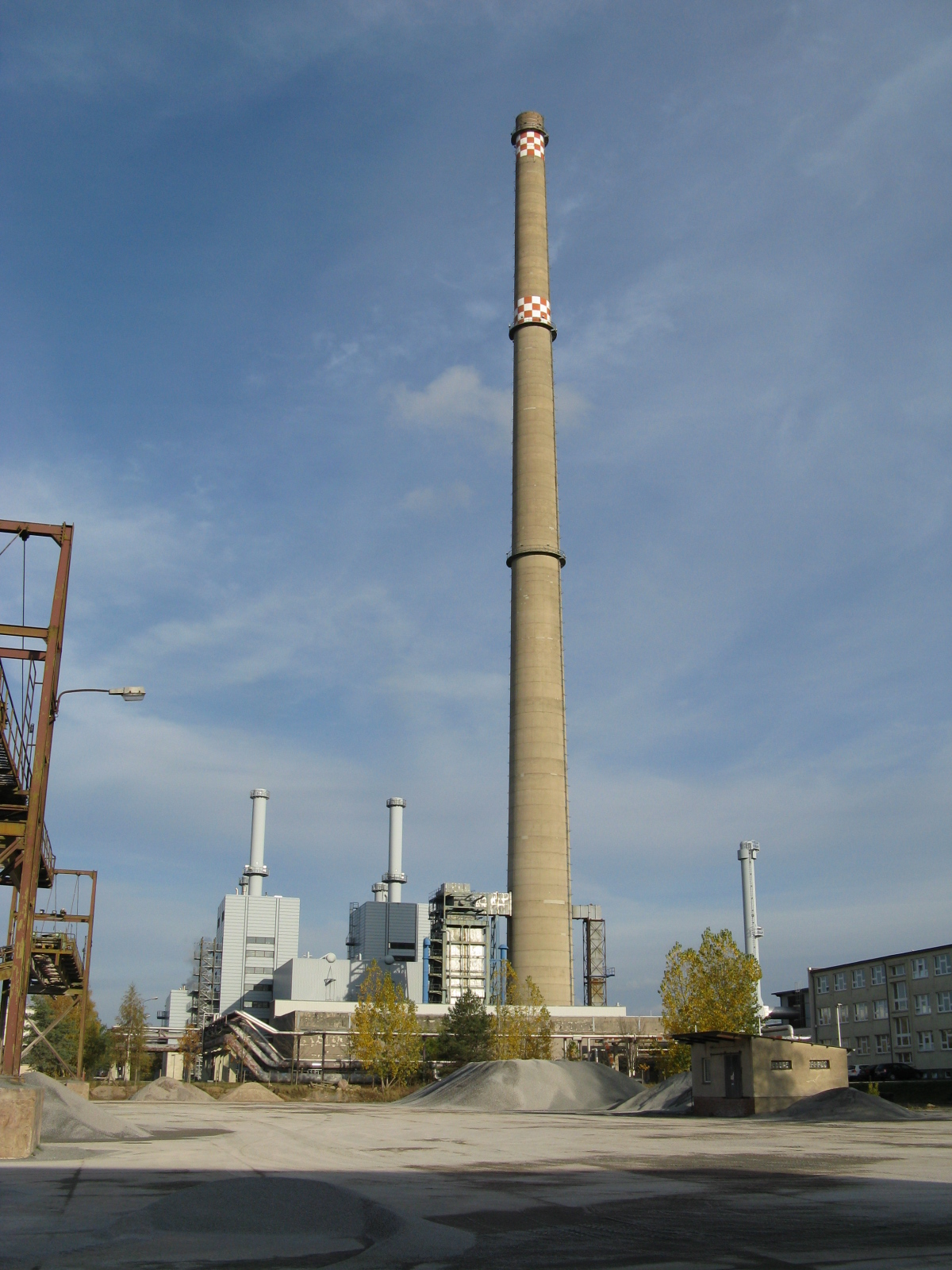
Heizkraftwerk Schwerin-Süd

### EVS
Die Energieversorgung Schwerin GmbH & Co. KG wurde zum 1. Januar 2004 aus den Stadtwerken Schwerin ausgegliedert. Die neue Firma EVS ist eine 100-prozentige Tochter der Stadtwerke, in die, neben den Gas-, Strom- und Wärmenetzen, auch das gesamte operative Geschäft des Unternehmens integriert ist.

### EVSV
Die Energieversorgung Schwerin Verwaltungsgesellschaft mbH (EVSV) wurde am 22. April 2004 als 100-prozentiges Tochterunternehmen der Stadtwerke Schwerin GmbH gegründet.
Die Geschäftstätigkeit der Gesellschaft umfasst die Übernahme der Gesellschafterstellung als Komplementärin der Energieversorgung Schwerin GmbH & Co. KG (EVS), deren Gesellschaftszweck wiederum das Erbringen von Versorgungs- und anderen Dienstleistungen im Bereich der Energieversorgung, insbesondere Elektrizität, Erdgas und Wärme ist.

### BioE
Im Jahre 2006 gründete die EVS die BioEnergie Schwerin GmbH (BioE), eine 100-prozentige Tochtergesellschaft, um den neuen Rahmen der gesetzlichen Förderung des Stroms aus Biogaserzeugung gemäß Erneuerbarer Energien Gesetz (EEG) zu nutzen. Untersuchungen haben ergeben, dass der Kraftwerksstandort Schwerin-Süd wegen der vorhandenen Infrastruktur und der Möglichkeit, die erzeugte Wärme in das Fernwärmenetz einzuspeisen, für eine Biogasanlage hervorragend geeignet ist. Jedes Jahr werden 51.000 Tonnen nachwachsende Rohstoffe in Strom und Wärme umgewandelt. Der erzeugte Strom wird in das regionale Stromnetz eingespeist.

### NGS
Am 1. Oktober 2005 wurde die Netzgesellschaft Schwerin mbH als eigenständige Gesellschaft für das Strom- und Gasnetz in der Landeshauptstadt Schwerin gegründet. Am 1. Januar 2006 wurden 40 % Anteile der NGS von der E.ON edis AG erworben. Die E.ON edis AG und die EVS sind derzeit die alleinigen Gesellschafter der Netzgesellschaft. Die kaufmännische Betriebsführung für die Netzgesellschaft erfolgt durch den SWS-Konzern.

### Energieunion
Die Energieunion AG wurde 1996 von den Stadtwerken Schwerin, Rostock und Neubrandenburg mit dem Ziel gegründet, durch ein gemeinsam größeres Handelsvolumen am liberalisierten europäischen Energiemarkt teilnehmen zu können. Im weiteren Geschäftsverlauf kamen mit der Verbundnetz AG Leipzig (VNG) und der N.V.NUON Energy Trade & Wholesale Amsterdam zwei weitere Gesellschafter hinzu. Die Energieunion AG versorgt keine Endkunden, sondern arbeitet ausschließlich deutschlandweit mit der Industrie, mit Stadtwerken, Weiterverteilern bzw. Kraftwerksbetreibern zusammen.

### WEMACOM
Die Telekommunikationsgesellschaft WEMACOM wurde 1997 als Tochtergesellschaft der WEMAG AG gegründet. Sie verfügt in Westmecklenburg über ein umfangreiches Telekommunikationsnetz, welches ursprünglich nur zur Unterstützung der Stromversorgung diente. Die WEMACOM vermarktet die freien Übertragungskapazitäten und realisiert zusammen mit ihren Partnern den Ausbau des Glasfasernetzes. Hinter der WEMACOM stehen die WEMAG AG, die Energieversorgung Schwerin GmbH & Co.KG und die HanseNet Telekommunikation GmbH. Mit dem Beitritt der Stadtwerke Schwerin im Dezember 1999 wurde die WEMACOM zum Regional- und City-Carrier.

### WAG/AQS
Die WAG wurde zum 1. Januar 2003 gegründet. Gesellschafter sind die Stadtwerke Schwerin GmbH und die Eurawasser Aufbereitungs- und Entsorgungs GmbH Berlin. Die WAG sorgt für die Wasserversorgung und die Abwasserentsorgung in Schwerin. Als Tochtergesellschaft der WAG überwacht das AQS-Labor die Qualität des Schweriner Trinkwassers. Seit dem 1. Januar 2005 gehört zur AQS auch ein Labor in Rostock sowie seit 2007 eine Außenstelle in Cottbus. Die WAG betreibt zwei Wasserwerke mit einer Förderkapazität von insgesamt 30.340 Kubikmeter Wasser pro Tag. Durchschnittlich werden täglich 14.000 bis 15.000 Kubikmeter Trinkwasser in ein Leitungsnetz von 506 Kilometern Länge eingespeist. Der Pro-Kopf-Verbrauch von Trinkwasser liegt in Schwerin derzeit bei 94 Litern.

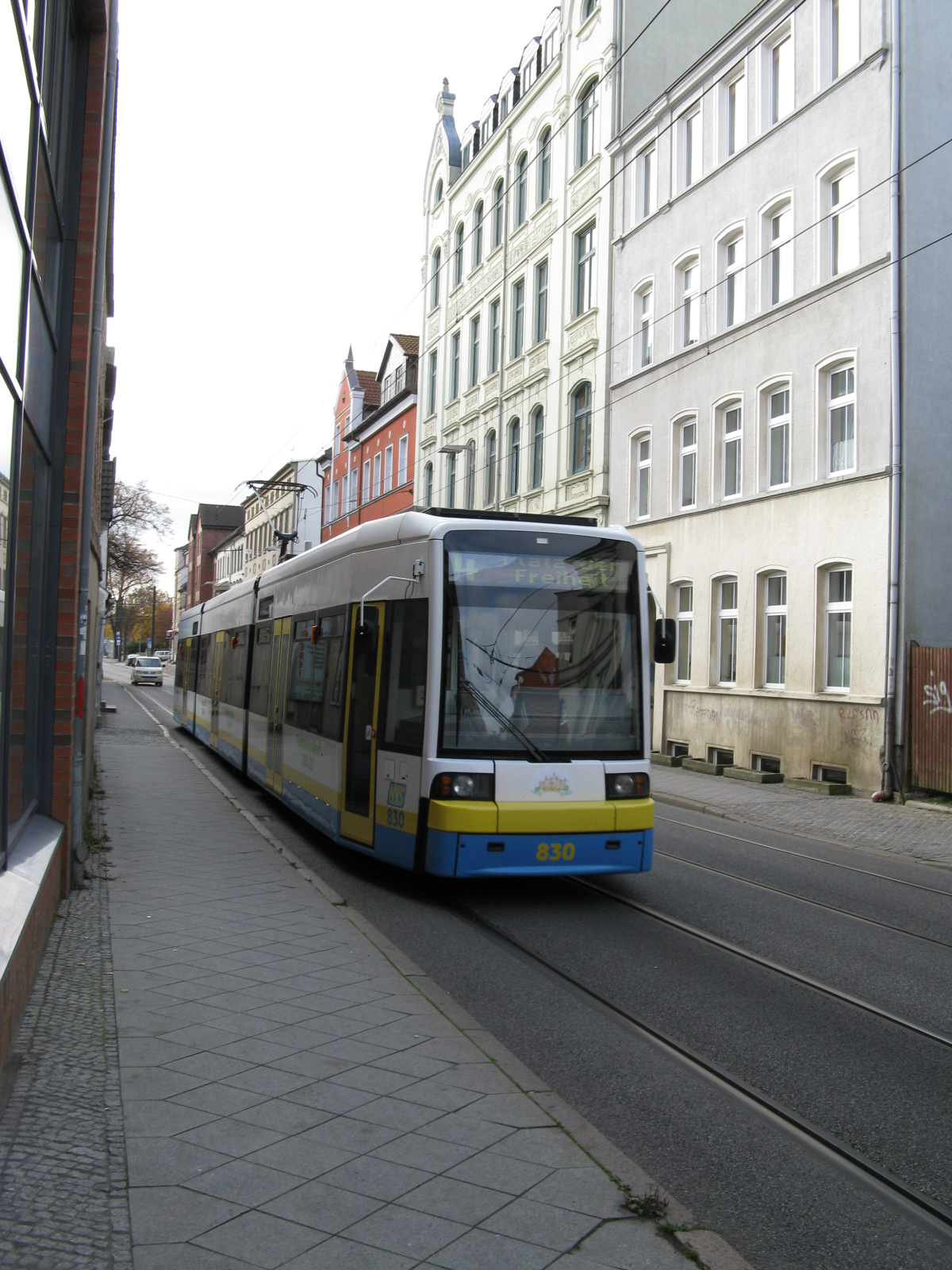
Straßenbahn des NVS

### NVS
Die Nahverkehr Schwerin GmbH (NVS) ist eine 99-prozentige Tochter der Stadtwerke Schwerin. Vier Straßenbahn- und 15 Buslinien gehören zum Fuhrpark des Nahverkehrs. Die NVS betreibt dabei ein Bahnliniennetz von 40,5 Kilometern und ein Busnetz von 167,5 Kilometern. Der Nahverkehr ist Mitglied in der Verkehrsgemeinschaft Westmecklenburg.
Die NVS war zudem auch an der Ostseeland Verkehr GmbH aus Neubrandenburg beteiligt, die unter anderem auch auf der Strecke Rehna – Schwerin – Parchim SPNV im Auftrag des Landes Mecklenburg-Vorpommern anbot. Im Dezember 2013 wurde dieses Unternehmen jedoch aufgrund von Ausschreibungsverlusten aufgelöst.

### Fit
Vom 1. Januar 2004 bis zum 31. Dezember 2008 übernahm die Freizeit-, Infrastruktur- und Tourismus Service. Im Dezember 2013 wurde dieses Unternehmen jedoch aufgrund von Ausschreibungsverlusten aufgelöst. ce Schwerin GmbH (fit) die Bewirtschaftung der Schweriner Schwimmhallen und betreibt seitdem auch in Krebsförden den Sieben-Seen-Sportpark als multifunktionale Wellnessanlage.

### SIS
Am 1. Januar 2006 nahm die Schweriner IT- und Service GmbH ihren Betrieb auf. Hauptaufgabe der SIS ist die Konsolidierung und Zusammenführung der IT-Systeme aller beteiligten kommunalen Gesellschaften. Dazu gehören neben der Landeshauptstadt Schwerin und deren Eigenbetriebe alle Unternehmen der Stadtwerke-Gruppe, die Wohnungsgesellschaft Schwerin, die Schweriner Abfallentsorgung sowie die BUGA 2009 in Schwerin. Noch im Jahr 2006 wurde die SIS zum zentralen IT-Servicepoint mit folgenden Aufgaben entwickelt: Client Services, Rechenzentrumsbetrieb, Anwendungsbetreuung, IT-Sicherheits- und Netzwerkservices. Es werden etwa 1600 IT-Arbeitsplätze und mehr als 200 unterschiedliche Applikationen betreut.